# Bockwindmühle Langeneichstädt

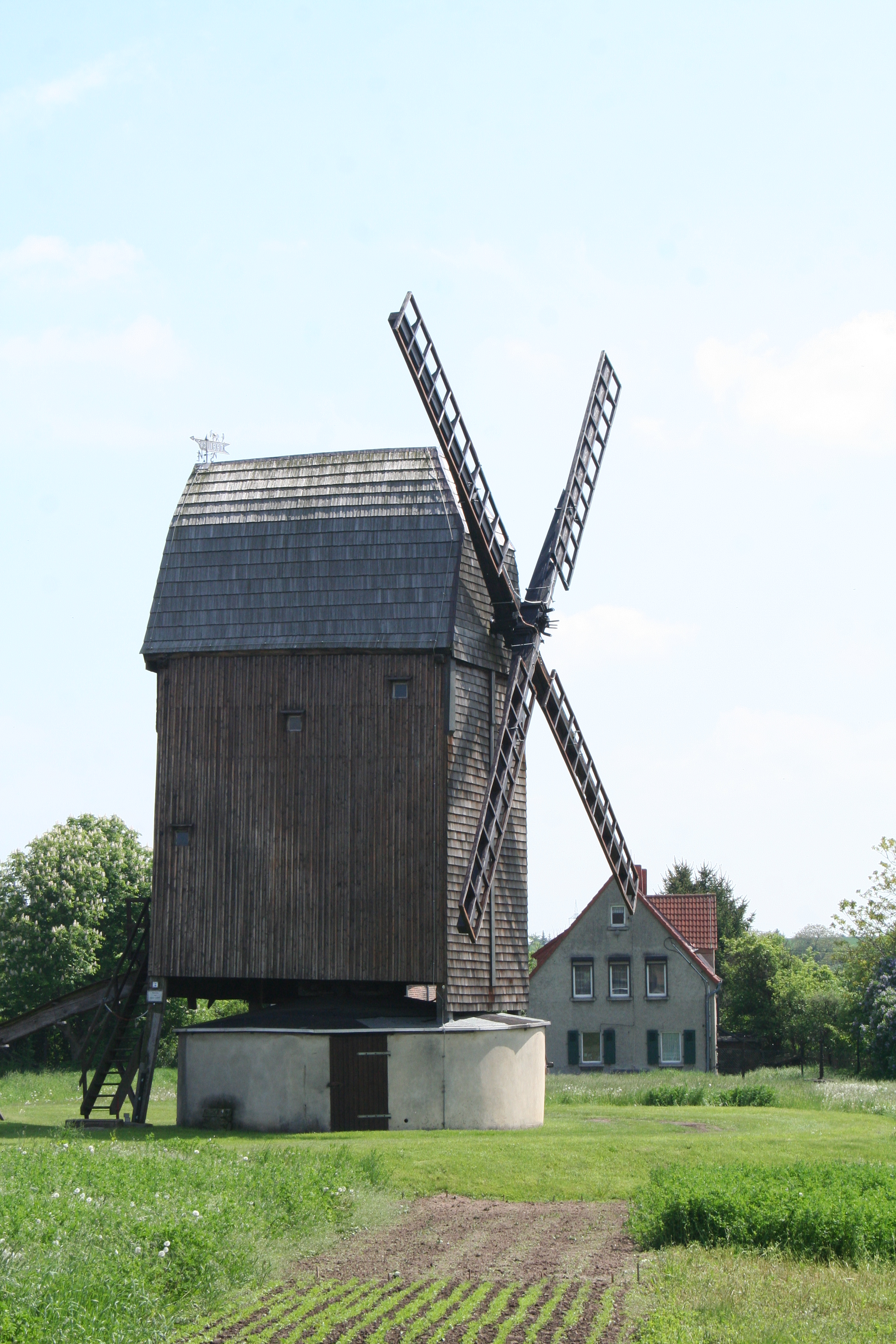
Bockwindmühle in Langeneichstädt

Die Bockwindmühle Langeneichstädt ist eine denkmalgeschützte Mühle im Ortsteil Langeneichstädt der Stadt Mücheln in Sachsen-Anhalt. Im örtlichen Denkmalverzeichnis ist die Mühle unter der Erfassungsnummer 094 06073 als Baudenkmal verzeichnet.
Die Bockwindmühle befindet sich am Barnstädter Weg in Langeneichstädt. Laut Denkmalverzeichnis entstand die Mühle in der zweiten Hälfte des 19. Jahrhunderts. In einem Zeitungsartikel wird berichtet, dass die Mühle im Jahr 1836 aus dem Harz mit einem Pferdefuhrwerk hier her versetzt wurde, was also eine frühere Erbauung bedeutet. Der Dachreiter gibt als letztes Sanierungsdatum das Jahr 1997 an.